# František Bourbonský
František Bourbonský (1470 Vendôme – 30. říjen 1495 Vercelli) byl francouzský princ a hrabě z Vendôme.

## Život
Jeho rodiči byli Jan II. z Vendôme a Isabela z Beauveau. Jako legitimní člen dynastie Kapetovců byl zařazen mezi tzv. prince královské krve. Po otcově smrti se jako sedmiletý stal hrabětem z Vendôme. Během jeho nezletilosti byly jeho statky spravovány jeho strýcem Ludvíkem le Joyeuse. Patřil mezi věrné stoupence Anny Francouzské a krále Karla VIII. Francouzského.
V roce 1487 se oženil s Marií Lucemburskou, vdovou po Jakubu Savojském, hraběti z Romont. Do manželství přinesla věnem velký majetek. Například hrabství Saint-Pol-sur-Ternoise a Soissons v Pikardii.
František Bourbonský zemřel ve věku 25 let ve Vercelli v Itálii. Byl pohřben v kostele sv. Jiří ve Francii.

## Potomci
Se svou ženou měl celkem 6 dětí:
- 1. Karel Bourbonský (2. 6. 1489 Vendôme – 25. 3. 1537 Amiens), hrabě z Vendôme v letech 1495–1514, poté od roku 1514 až do své smrti 1. vévoda z Vendôme[1][2][3]
⚭ 1513 Františka z Alençonu (1490 – 14. 9. 1550 La Flèche)[4]
- 2. Jakub (15. 7. 1490 Vendôme – 16. 8. 1491 tamtéž)[5]
- 3. František I. ze Saint Pol (6. 10. 1491 Ham – 1. 9. 1545 Remeš), hrabě ze Saint-Pol[6][7][8]
⚭ 1534 Adrienne d'Estouteville (20. 10. 1512 – 15. 12. 1560)[9][10]
- 4. Ludvík Bourbonský (2. 1. 1493 Ham – 13. 3. 1557 Paříž),[11][12] biskup v Laonu, arcibiskup v Sens
- 5. Antoinette Bourbonská (25. 12. 1493 Ham – 22. 1. 1583 Joinville)[13][14]
⚭ 1513 Klaudius de Guise (20. 10. 1496 Custines – 1. 4. 1550 Joinville), 1. vévoda de Guise[15][16]
- 6. Luisa (1. 5. 1495 La Fère – 21. 9. 1575 Fontevraud-l'Abbaye), abatyše z Fontevrault[17]

Také měl nelegitimního syna:
- Jakub Bourbonský